# Josef Hoop
 (septembre 2012).
Si vous disposez d'ouvrages ou d'articles de référence ou si vous connaissez des sites web de qualité traitant du thème abordé ici, merci de compléter l'article en donnant les références utiles à sa vérifiabilité et en les liant à la section « Notes et références ».
Josef Hoop, né le 14 décembre 1895 à Eschen et mort le 19 octobre 1959 à Coire, fut député du Landtag de 1958 à 1959 et chef du gouvernement du Liechtenstein du 4 août 1928 au 3 septembre 1945.

## Biographie
Josef Hoop est le fils d'un fermier, Franz Josef Hoop. Après son école primaire à Stans en Suisse, il poursuit ses études à l'école publique de Feldkirch et effectue son lycée à Zurich. Il se consacre alors à l'étude des langues orientales à l'Université d'Innsbruck, où il obtient son diplôme de docteur en philosophie en 1920. La même année, il devient conseiller au service royal du Liechtenstein. Il est rapidement affecté au service des finances publiques.
Après l'accord de représentation diplomatique et consulaire du Liechtenstein à l'étranger par la Suisse, et l'union douanière signée en 1923 entre ces deux pays, Josef Hoop travaille à Genève, puis à Saint-Gall, au service de l'Administration fédérale des douanes. En 1928, le Parti des citoyens progressistes obtient la majorité aux élections régionales, et demande à Josef Hoop de revenir au Liechtenstein et de prendre le poste de Premier ministre.
En 1938, il est fait Grand Croix du Mérite du Liechtenstein par le prince François Ier.
En 1945, il prend une part active dans la protection du général russe Boris Smyslovski, commandant la Première armée nationale russe, et de ses 500 hommes, venus se réfugier au Liechtenstein pour échapper à l'armée soviétique.
Après la guerre, il démissionne de son poste de Premier ministre, et commence à l'âge de 50 ans l'étude du droit à l'Université d'Innsbruck, où il obtient un doctorat en droit en 1948. Il a ensuite fondé un cabinet d'avocats à Vaduz, tout en étant conseiller du président de la Banque nationale du Liechtenstein et Président de la Cour constitutionnelle du Liechtenstein. En 1956, il a reçu le titre de Conseil de justice princière. En 1957, il est élu député au parlement.

## Cinéma
Dans le film franco-suisse Vent d'est de 1993, le rôle de Josef Hoop est joué par Pierre Vaneck. Le film porte sur l'arrivée des réfugiés russes du général Boris Smyslovski et leur demande de protection au Liechtenstein.